# Maria di Romania (principessa 1870)
Maria di Romania (Bucarest, 8 settembre 1870 – Sinaia, 9 aprile 1874) è stata una principessa rumena, unica figlia di Carlo I di Romania e di Elisabetta di Wied.

## Biografia
La principessa Maria nacque a Bucarest l'8 settembre (27 agosto del calendario giuliano allora in vigore) 1870 e fu prima la principessa di Romania della Casa di Hohenzollern-Sigmaringen. Dopo un mese, nell'ottobre del 1870 venne battezzata nella Chiesa ortodossa rumena presso il monastero di Cotroceni, vicino all'attuale Palazzo Cotroceni. In famiglia, la giovane principessa era soprannominata "Mariechen "  (forse un omaggio ai suoi genitori di origine tedesca) o "Itty". Tutti quelli che conobbero Maria la descrivono come una bambina bella e precoce, che a due anni e mezzo era in grado di capire le mappe geografiche e di identificare i diversi paesi. Si dice che qualche tempo prima di morire, la principessa Maria disse a sua madre che un giorno avrebbe voluto essere in grado di guidare una stella.
Maria non aveva alcuna prospettiva di ereditare il trono di suo padre, infatti la Costituzione del 1866 limitativa la successione ai maschi.

## Morte
Il 5 aprile (24 marzo) 1874  la principessa si ammalò di scarlattina. Un'epidemia stava devastando la capitale in quei giorni. Fu subito trasportata al castello di Peleș. Nonostante fosse stata trattata con molta cura da un medico di nome Theodori e da molti altri, la giovane principessa morì il 9 aprile (28 marzo) 1874 e fu sepolta nel monastero di Cotroceni. Su richiesta della madre, sulla pietra tombale di Maria era inciso un passo del Vangelo di Luca (8,52): Non piangere; lei non è morta, ma dorme".
Le esequie avevano avuto luogo presso la chiesa di Cotroceni, all'interno della tenuta di Palazzo Cotroceni. La bara era coperta di raso bianco, attraversato da ornamenti di pizzo d'argento ed era grande come uno per un adulto, dato che il corpicino della principessa era racchiuso in diversi cofani uno dentro l'altro. Dopo il servizio religioso con rito ortodosso rumeno, il corteo si mosse attraverso i giardini del palazzo verso il luogo di sepoltura accanto alla chiesa del palazzo. Quei giardini erano il luogo di gioco preferito dalla giovane principessa, dove solo una mezza dozzina di giorni prima aveva giocato con la sua tata.

## Eredità
I genitori furono devastati dalla sua morte. Il 5 maggio di quell'anno, Carol scrisse a suo padre Carlo Antonio di Hohenzollern-Sigmaringen che intendeva trasferirsi a palazzo Cotroceni, al fine di essere più vicino al luogo di riposo della loro figlioletta:
In un'altra lettera a Lascăr Catargiu, scrisse:
La morte della loro unica figlia peggiorò il rapporto tra Carol ed Elisabetta che non ebbero ulteriori figli. Nel 1875, Karl Storck creò un busto della principessa addormentata che venne eretto sulla sua tomba. Questo busto ispirò la regina per scrivere molte poesie emotive. Quando Elisabetta morì nel 1916, secondo i suoi desideri, i resti di sua figlia furono esumati e la bara messa sopra la sua per la processione pubblica. Madre e figlia vennero sepolte nella stessa tomba presso la cattedrale di Curtea de Argeș. Nel Palazzo di Elisabetta, si può ancora vedere un mobile del 1880 che contiene una stampa della principessa.

## Galleria d'immagini

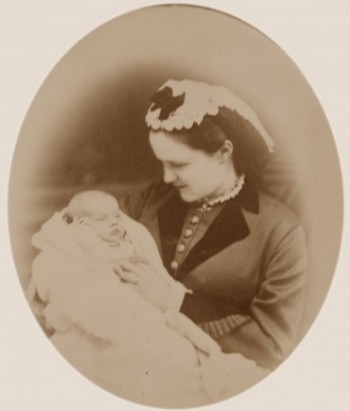
La principessa Maria e la madre poco dopo la sua nascita, nel 1870.
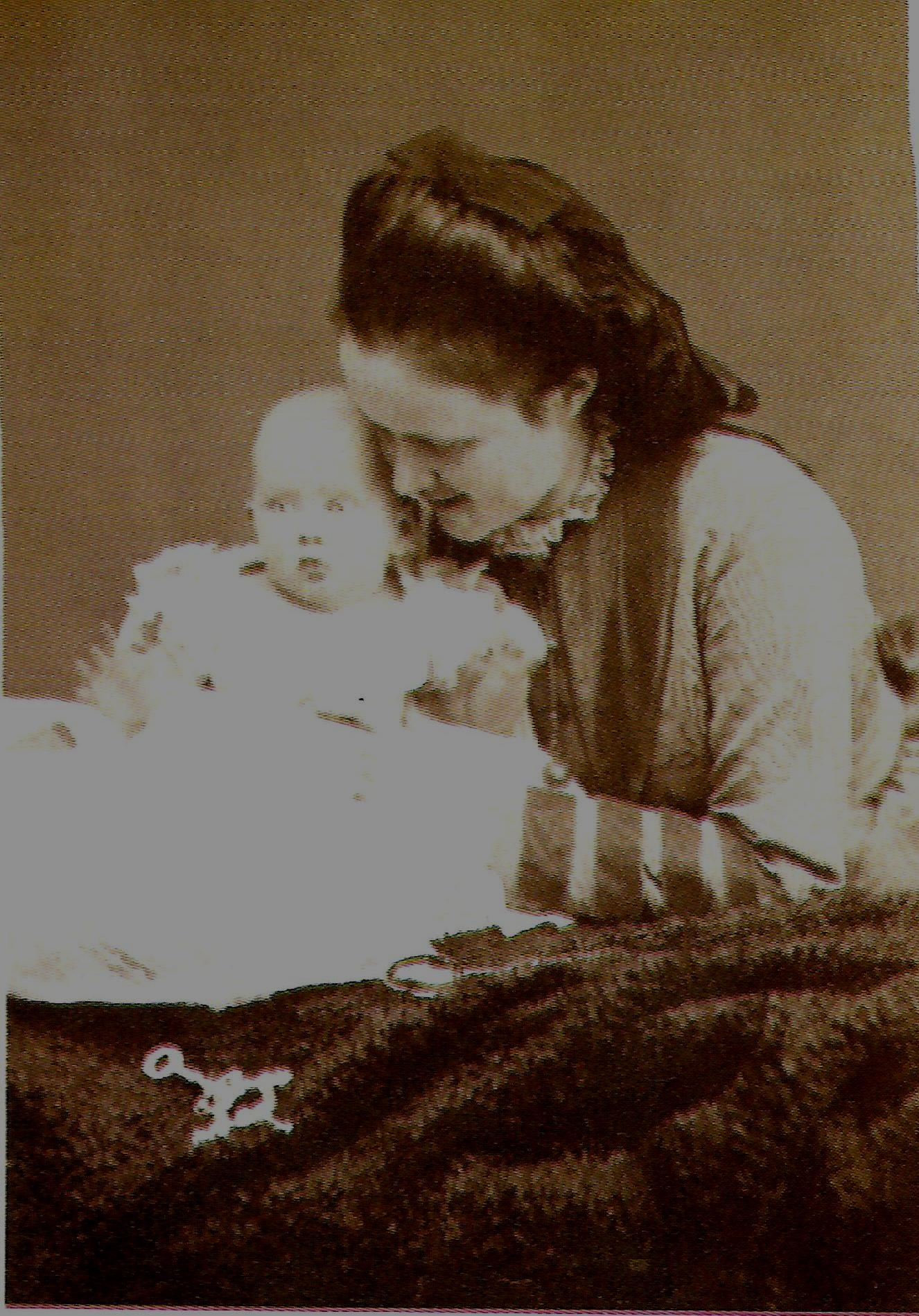
Maria e sua madre nel 1871.
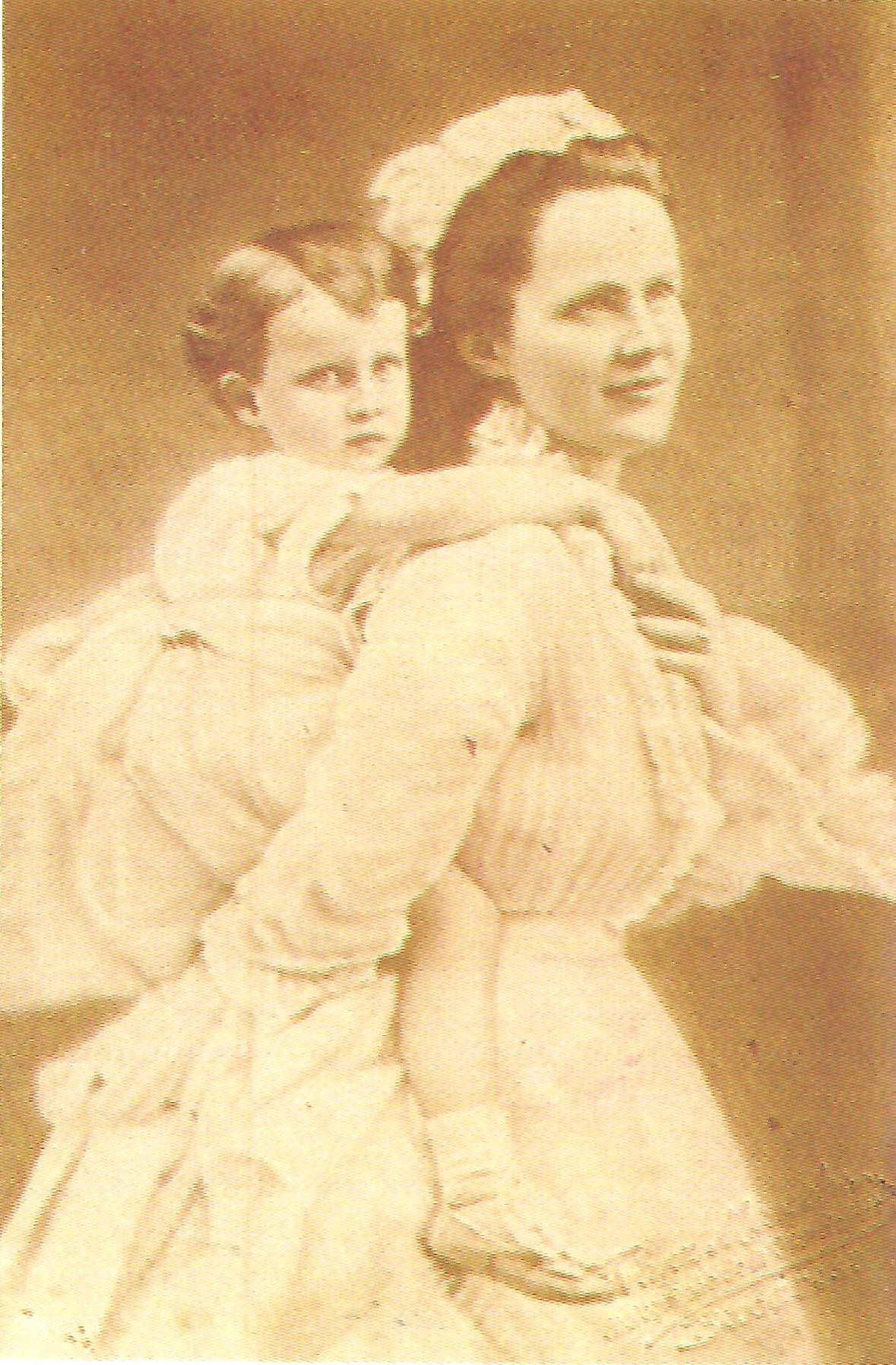
La principessa Maria con la madre nel 1872.
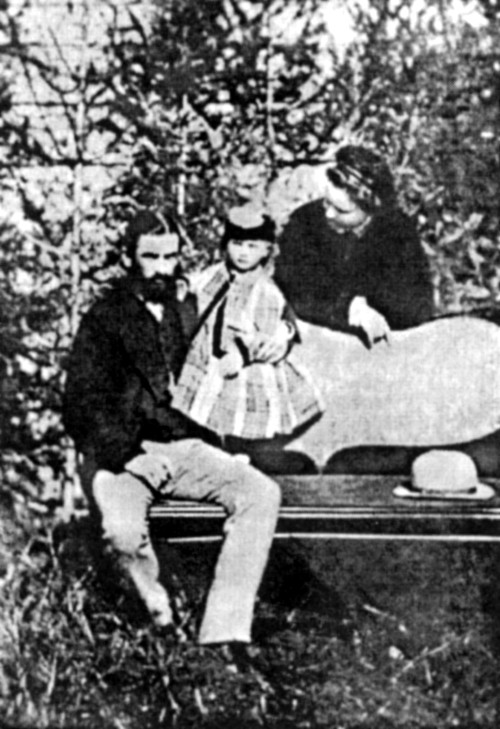
Maria con i suoi genitori nel 1873.
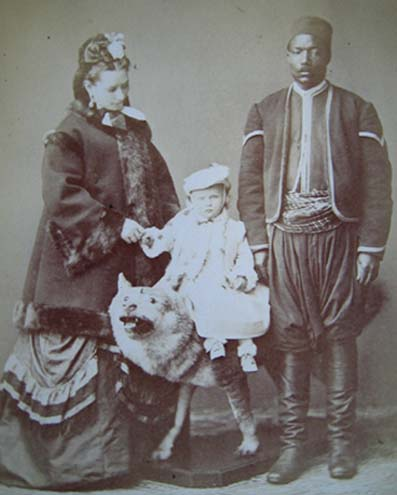
La principessa Maria con la sua tata nel 1873.
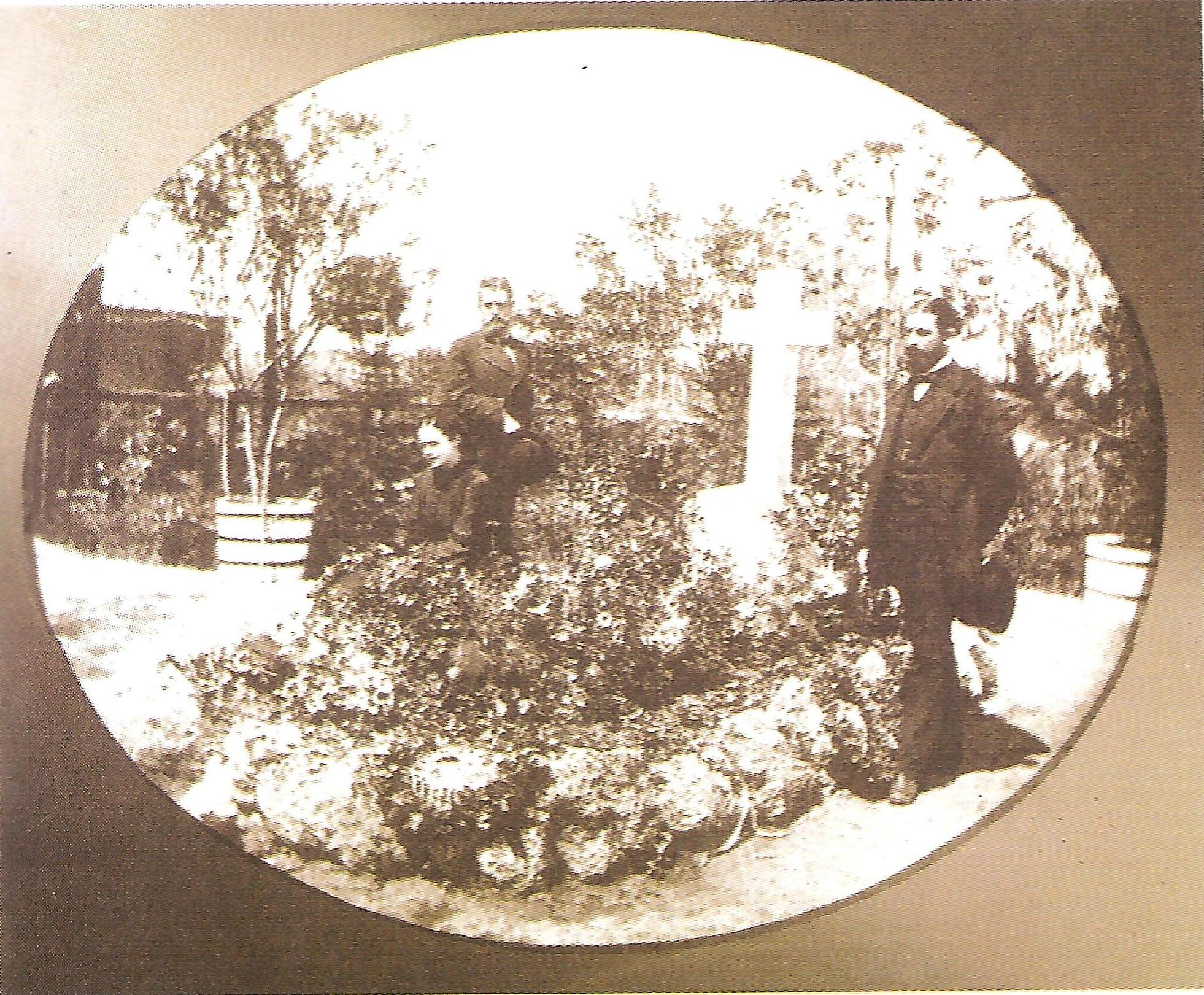
I genitori accanto alla tomba di Maria, poco dopo la sua morte.
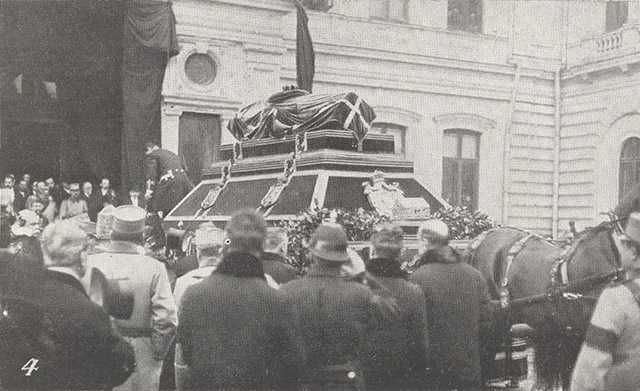
Traslazione delle spoglie di Maria nel 1916.

## Ascendenza
|                                           |                          |                                            | Genitori                              |  |  | Nonni |  |  | Bisnonni                          |  |  | Trisnonni                                 |  |
|                                           |                          |                                            |                                       |  |  |       |  |  | Carlo di Hohenzollern-Sigmaringen |  |  | Antonio Luigi di Hohenzollern-Sigmaringen |  |
|                                           |                          |                                            |                                       |  |  |       |  |  | Carlo di Hohenzollern-Sigmaringen |  |  | Antonio Luigi di Hohenzollern-Sigmaringen |  |
|                                           |                          | Amalia Zefirina di Salm-Kyrburg            |                                       |  |  |       |  |  | Carlo di Hohenzollern-Sigmaringen |  |  |                                           |  |
| Carlo Antonio di Hohenzollern-Sigmaringen |                          |                                            |                                       |  |  |       |  |  | Carlo di Hohenzollern-Sigmaringen |  |  |                                           |  |
|                                           |                          | Maria Antonietta Murat                     | Pierre Murat                          |  |  |       |  |  |                                   |  |  |                                           |  |
|                                           |                          | Maria Antonietta Murat                     | Pierre Murat                          |  |  |       |  |  |                                   |  |  |                                           |  |
|                                           |                          | Maria Antonietta Murat                     | Louise d'Astorg                       |  |  |       |  |  |                                   |  |  |                                           |  |
| Carlo I di Romania                        |                          | Maria Antonietta Murat                     |                                       |  |  |       |  |  |                                   |  |  |                                           |  |
|                                           |                          | Carlo II di Baden                          | Carlo Luigi di Baden                  |  |  |       |  |  |                                   |  |  |                                           |  |
|                                           |                          | Carlo II di Baden                          | Carlo Luigi di Baden                  |  |  |       |  |  |                                   |  |  |                                           |  |
|                                           |                          | Carlo II di Baden                          | Amalia d'Assia-Darmstadt              |  |  |       |  |  |                                   |  |  |                                           |  |
| Giuseppina di Baden                       |                          | Carlo II di Baden                          |                                       |  |  |       |  |  |                                   |  |  |                                           |  |
|                                           |                          | Stefania di Beauharnais                    | Claude de Beauharnais                 |  |  |       |  |  |                                   |  |  |                                           |  |
|                                           |                          | Stefania di Beauharnais                    | Claude de Beauharnais                 |  |  |       |  |  |                                   |  |  |                                           |  |
|                                           |                          | Stefania di Beauharnais                    | Claudine de Lézay-Marnésia            |  |  |       |  |  |                                   |  |  |                                           |  |
| Maria di Romania                          |                          | Stefania di Beauharnais                    |                                       |  |  |       |  |  |                                   |  |  |                                           |  |
|                                           | Giovanni Augusto di Wied | Federico Carlo di Wied-Neuwied             |                                       |  |  |       |  |  |                                   |  |  |                                           |  |
|                                           | Giovanni Augusto di Wied | Federico Carlo di Wied-Neuwied             |                                       |  |  |       |  |  |                                   |  |  |                                           |  |
|                                           | Giovanni Augusto di Wied | Maria Luisa di Sayn-Wittgenstein-Berleburg |                                       |  |  |       |  |  |                                   |  |  |                                           |  |
| Ermanno di Wied                           | Giovanni Augusto di Wied |                                            |                                       |  |  |       |  |  |                                   |  |  |                                           |  |
|                                           |                          | Sofia Augusta di Solms-Braunfels           | Guglielmo di Solms-Braunfels          |  |  |       |  |  |                                   |  |  |                                           |  |
|                                           |                          | Sofia Augusta di Solms-Braunfels           | Guglielmo di Solms-Braunfels          |  |  |       |  |  |                                   |  |  |                                           |  |
|                                           |                          | Sofia Augusta di Solms-Braunfels           | Augusta di Salm-Grumbach              |  |  |       |  |  |                                   |  |  |                                           |  |
| Elisabetta di Wied                        |                          | Sofia Augusta di Solms-Braunfels           |                                       |  |  |       |  |  |                                   |  |  |                                           |  |
|                                           |                          | Guglielmo di Nassau                        | Federico Guglielmo di Nassau-Weilburg |  |  |       |  |  |                                   |  |  |                                           |  |
|                                           |                          | Guglielmo di Nassau                        | Federico Guglielmo di Nassau-Weilburg |  |  |       |  |  |                                   |  |  |                                           |  |
|                                           |                          | Guglielmo di Nassau                        | Luisa Isabella di Kirchberg           |  |  |       |  |  |                                   |  |  |                                           |  |
| Maria di Nassau-Weilburg                  |                          | Guglielmo di Nassau                        |                                       |  |  |       |  |  |                                   |  |  |                                           |  |
|                                           |                          | Luisa di Sassonia-Hildburghausen           | Federico di Sassonia-Altenburg        |  |  |       |  |  |                                   |  |  |                                           |  |
|                                           |                          | Luisa di Sassonia-Hildburghausen           | Federico di Sassonia-Altenburg        |  |  |       |  |  |                                   |  |  |                                           |  |
|                                           |                          | Luisa di Sassonia-Hildburghausen           | Carlotta di Meclemburgo-Strelitz      |  |  |       |  |  |                                   |  |  |                                           |  |
|                                           |                          | Luisa di Sassonia-Hildburghausen           |                                       |  |  |       |  |  |                                   |  |  |                                           |  |